# Nekrassowski (Moskau)
Nekrassowski (russisch Некрасовский) ist eine Siedlung städtischen Typs in der Oblast Moskau (Russland) mit 10.292 Einwohnern (Stand 14. Oktober 2010).

## Geographie
Die Siedlung liegt etwa 40 km Luftlinie nördlich des Zentrums der russischen Hauptstadt – zugleich des Oblastverwaltungszentrums – Moskau und 20 km vom Moskauer Autobahnring entfernt, am Oberlauf des linken Kljasma-Nebenflusses Utscha.
Nekrassowski gehört zum Rajon Dmitrowski und ist von dessen Verwaltungszentrum Dmitrow etwa 30 km in südlicher Richtung entfernt. Die Siedlung ist Zentrum der gleichnamigen Stadtgemeinde (gorodskoje posselenije), zu der noch die zwei westlich gelegenen Dörfer Gorki Sucharewskije (unmittelbar anschließend) und Samorjadowo gehören (etwa 3 km entfernt).

## Geschichte
Die Siedlung entstand im Zusammenhang mit der Errichtung einer Keramikfabrik durch den Moskauer Industriellen Lew Katuar (Catoire) Ende des 19. Jahrhunderts. Dieser war auch einer der Unterstützer des Eisenbahnbaus von Moskau in nördlicher Richtung, zunächst bis Dmitrow. Die Strecke wurde auf diesem Abschnitt 1900 eröffnet, ein Jahr später die Station Katuar bei der Keramikfabrik und der zugehörigen Siedlung.
Zwischen 1929 und 1933 wurde die Keramikfabrik erweitert und mit der Herstellung von Fliesen begonnen. Mit Beschluss vom 31. Dezember 1953 erhielt die Siedlung ihren heutigen Namen zu Ehren des russischen Dichters Nikolai Nekrassow, 1954 den Status einer Siedlung städtischen Typs.

### Bevölkerungsentwicklung
| Jahr | Einwohner |
| ---- | --------- |
| 1959 | 7.714     |
| 1970 | 7.268     |
| 1979 | 6.355     |
| 1989 | 7.267     |
| 2002 | 9.693     |
| 2010 | 10.292    |

Anmerkung: Volkszählungsdaten

## Sehenswürdigkeiten
Vier Kilometer östlich der Siedlung befindet sich das Landsitzensemble Marfino aus dem 18. Jahrhundert im Stil der russischen Pseudogotik. Unweit davon liegt das Dorf Fedoskino, bekannt für die nach ihm benannten Lackminiaturen.

## Wirtschaft und Infrastruktur
Die bedeutendsten Unternehmen sind das Fliesenwerk Dmitrowskaja plitka und die fleischverarbeitende Fabrik Dmitrowskije kolbassy.
In Nekrassowski befinden sich der Haltepunkt Nekrassowskaja und der Bahnhof Katuar (Streckenkilometer 33 und 35 ab Moskau Sawjolowoer Bahnhof) an der Bahnstrecke Moskau – Dmitrow – Sawjolowo (Kimry). Zwei Kilometer östlich des Ortes führt die Fernstraße A104 vorbei, die Moskau mit Dubna an der Wolga verbindet.